# Hogeveen
Hogeveen, voorheen Hoogeveen in Rijnland, is een buurtschap in de gemeente Alphen aan den Rijn in de Nederlandse provincie Zuid-Holland. Het zijn enkele boerderijen gelegen aan de N209 (Hogeveenseweg) tussen Benthuizen en Boskoop.
In de polder ten zuiden van de buurtschap ligt het natuur- en recreatiegebied Bentwoud.

## Geschiedenis
Tot 1795 was Hogeveen een heerlijkheid in het Baljuwschap Rijnland. Hogeveen werd aan het begin van de negentiende eeuw een zelfstandige gemeente tot het in 1855 werd toegevoegd aan Benthuizen, dat in 1991 opging in de gemeente Rijnwoude. De toevoeging van de naam van het Hoogheemraadschap Rijnland was nodig om verwarring met Hoogeveen (Nootdorp) te voorkomen, die meestal Hogeveen in Delfland werd genoemd, naar het baljuwschap waaronder de heerlijkheid vroeger viel.
Tot 1 januari 2014 behoorde Hogeveen tot de gemeente Rijnwoude, sindsdien behoort het tot de fusiegemeente Alphen aan den Rijn.

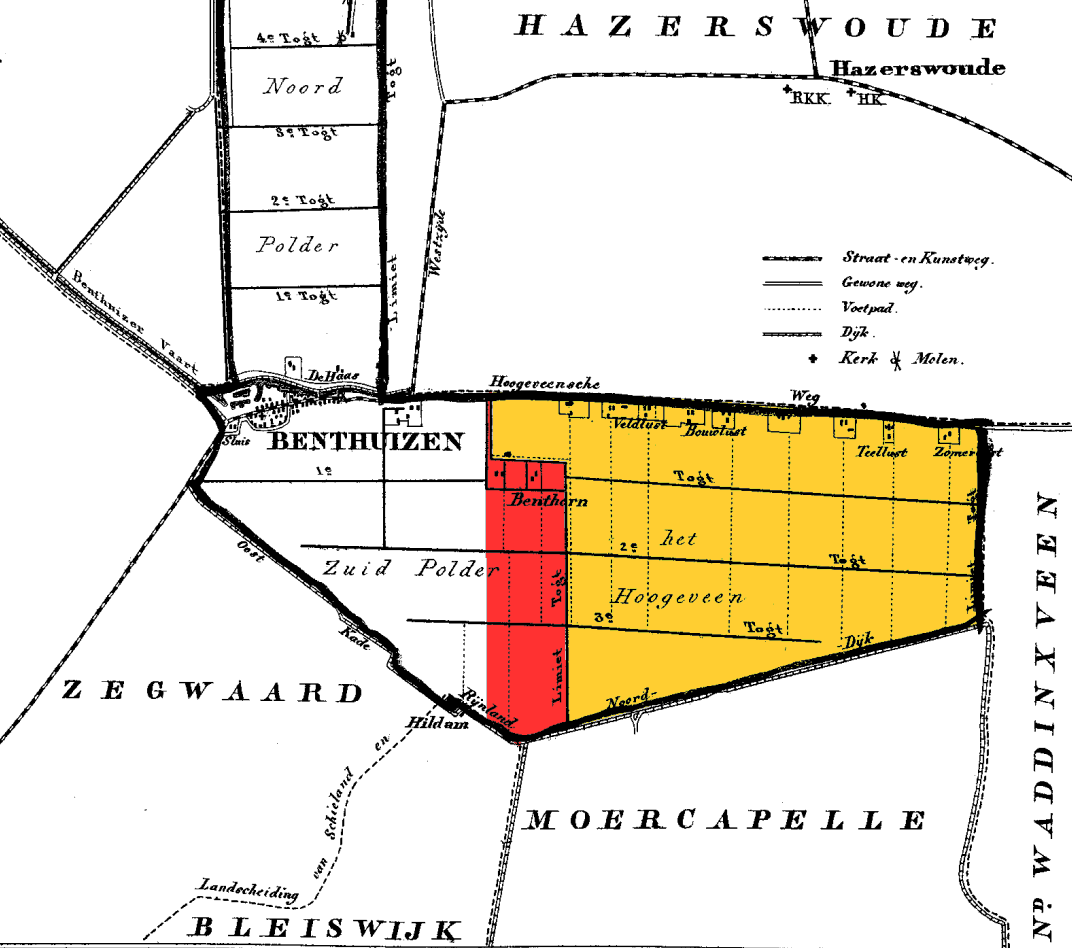
Benthorn en Hogeveen, rood en geel. 1868

Hoofdplaats: Alphen aan den Rijn     Wijken en Buurten: Oudshoorn · Ridderveld · Zegersloot · Hoorn · Hoge Zijde · Lage Zijde · Steekterpolder · Kerk en Zanen · Rietveld

Dorpen: Aarlanderveen · Benthuizen · Boskoop · Hazerswoude-Dorp · Hazerswoude-Rijndijk · Koudekerk aan den Rijn · Zwammerdam

Buurtschappen: Bent · Benthorn · De Roemer · Draaibrug · Gnephoek · Gouwsluis · Groenendijk · Groeneweg · Halve Raak · Heimansbuurt · Hogeveen · Hoogewaard · Hoorn · Kort-Steekterweg · Laag Boskoop · Lagewaard · Loete · Middelburg (deels) · 's-Molenaarsbuurt · Oostbuurt · Otweg · Ridderbuurt · Rietveld · De Roemer · Steekterweg/Goudse Rijpad · Spoelwijk · Voorweg · Westeinde

Historische gemeentes: Rijnwoude · Zuidwijk

Zuid-Holland: Steden en dorpen    Nederland: Provincies · Gemeenten